# Pierre Lemau de La Jaisse
Pierre Lemau de La Jaisse (1677-1745) était un écrivain militaire, cartographe et graveur français qui a publié Carte générale de la monarchie françoise et Plans des principales places de guerre et villes maritimes frontières du royaume de France contenant une série de 112 plans des villes fortifiées françaises ainsi que des médaillons héraldiques gravés sur cuivre.

## Biographie

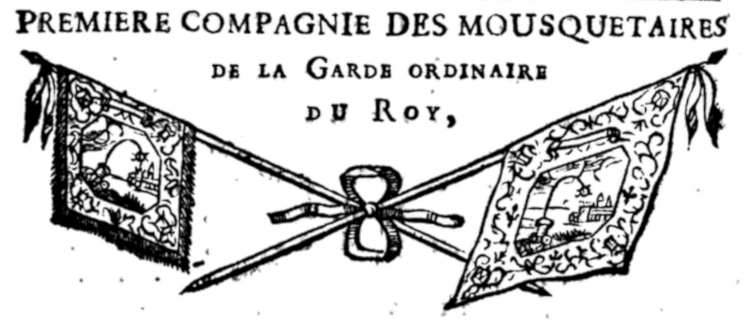
Compagnie des Mousquetaires du Roi
Sixieme abrégé de la Carte générale du Militaire de France sur Terre et sur Mer jusqu'en décembre 1739

Officier de la maison de Madame (Élisabeth-Charlotte de Bavière, mère du Régent), chevalier de l'ordre de Saint Lazare, un temps commis responsable du magasin des vivres établi à Ribemont pour la subsistance des troupes, pendant la guerre de succession d’Espagne, Pierre Lemau de La Jaisse voit les premières feuilles de Carte générale de la monarchie françoise présentées au jeune Louis XV le 17 février 1730, au château de Marly.
Les Lemau sont originaires de Polisy, en Champagne. En 1718, Pierre Lemau ajoute à son nom celui de la Jaisse, d'une terre qu'il avait achetée dans la région de Chaource (Aube). Ses descendants prirent le nom de Lemau de Talancé à la suite d'une alliance la génération suivante .

## Publications
- Carte générale de la monarchie françoise : contenant l'histoire militaire depuis Clovis... jusqu'à la quinzième année accomplie du règne de Louis XV ... Par le sieur Lemau de La Jaisse,... mise au jour par l'auteur en 1733, Paris, Pierre Lemau de La Jaisse, 1733 (lire en ligne).
- Plans des principales places de guerre et villes maritimes frontières du royaume de France : … au 1er juillet 1736... par Lemau de la Jaisse, Paris, François Didot, Quillau, Nully, 1736 (lire en ligne).
- Abrégé de la carte générale du militaire de France : depuis l'établissement de la monarchie jusqu'au 2 février 1734 ... par Lemau de la Jaisse, Paris, 1734 (lire en ligne)
- Second abrégé de la carte générale du militaire de France : depuis l'établissement de la monarchie jusqu'au 1er mars 1735 ... par Lemau de la Jaisse, Paris, 1735 (lire en ligne).
- Cinquième abrégé de la carte générale du militaire de France, sur terre et sur mer : depuis novembre 1737 jusqu’en décembre 1738... par Lemau de la Jaisse, Paris, 1739 (lire en ligne).
- Sixième abrégé de la carte générale du militaire de France, sur terre et sur mer : jusqu’en 1739... par Lemau de la Jaisse, Paris, 1740 (lire en ligne).
- Sepième abrégé de la carte générale du militaire de France, sur terre et sur mer : jusqu’en 1740... par Lemau de la Jaisse, Paris, 1740 (lire en ligne).
- Atlas topographique, A l'usage de la noble Jeunesse Françoise, qui se destine au service du Roi, soit dans la profession des Armes, soit dans le Génie : ou Plans & Descriptions particulieres des 110 Places ou Villes fortifiées, situées vers les Frontieres du Royaume de France, 1749 (lire en ligne).

Atlas topographique
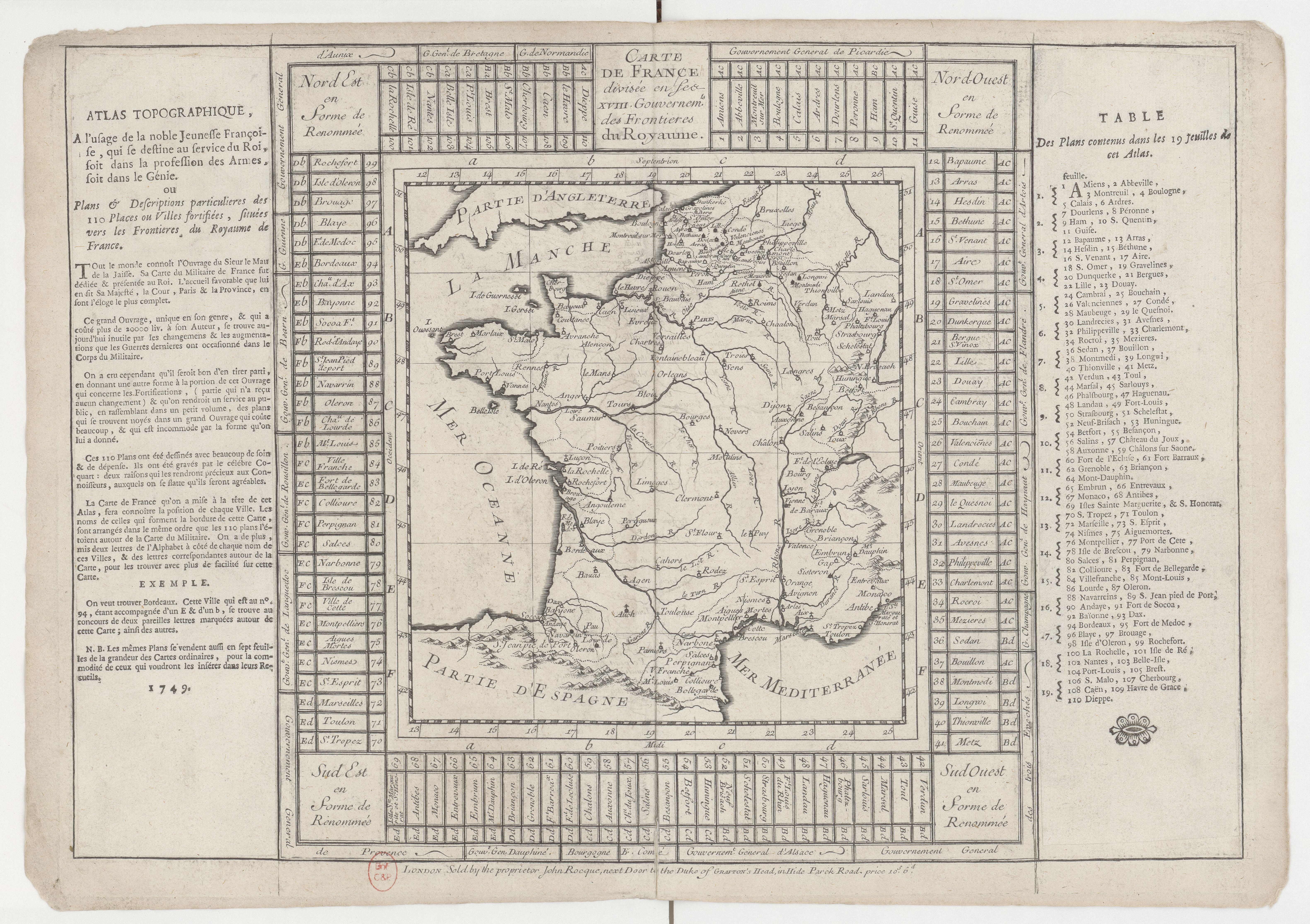
Carte de France
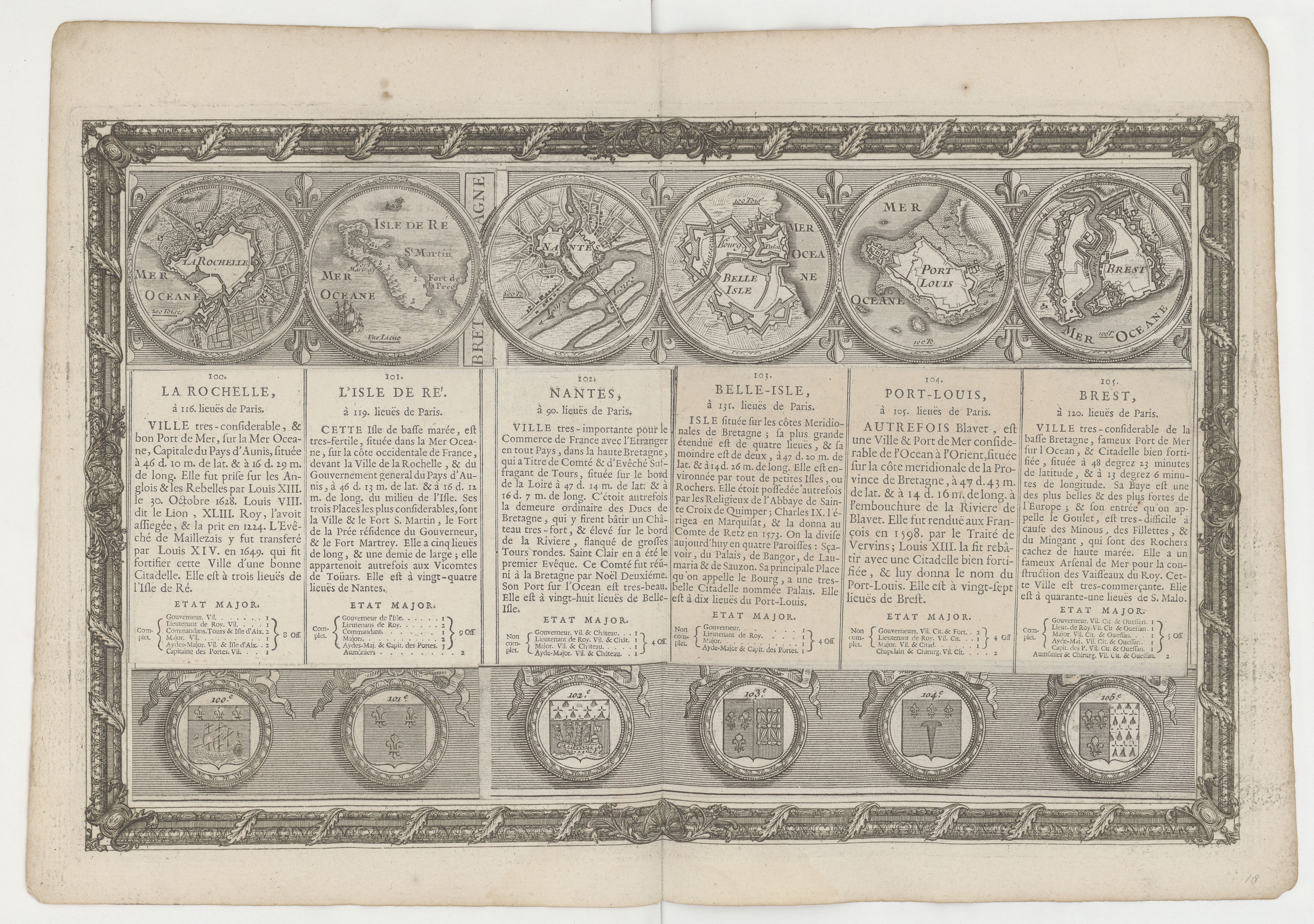
La Rochelle, l'Isle de Ré, Nantes, Belle-Isle, Port-Louis, Brest
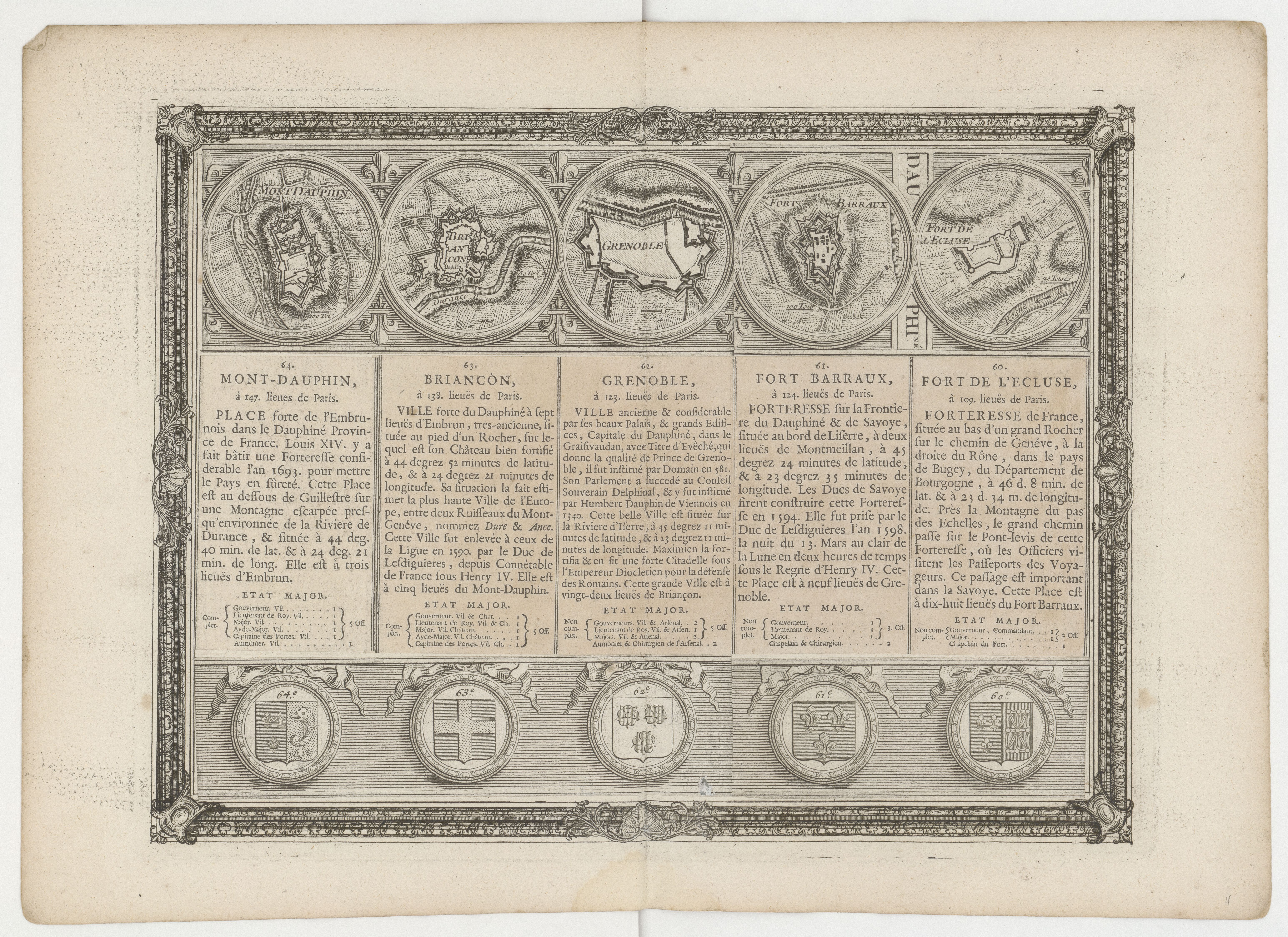
Mont-Dauphin, Briançon, Grenoble, Fort Barraux, Fort de l'Ecluse
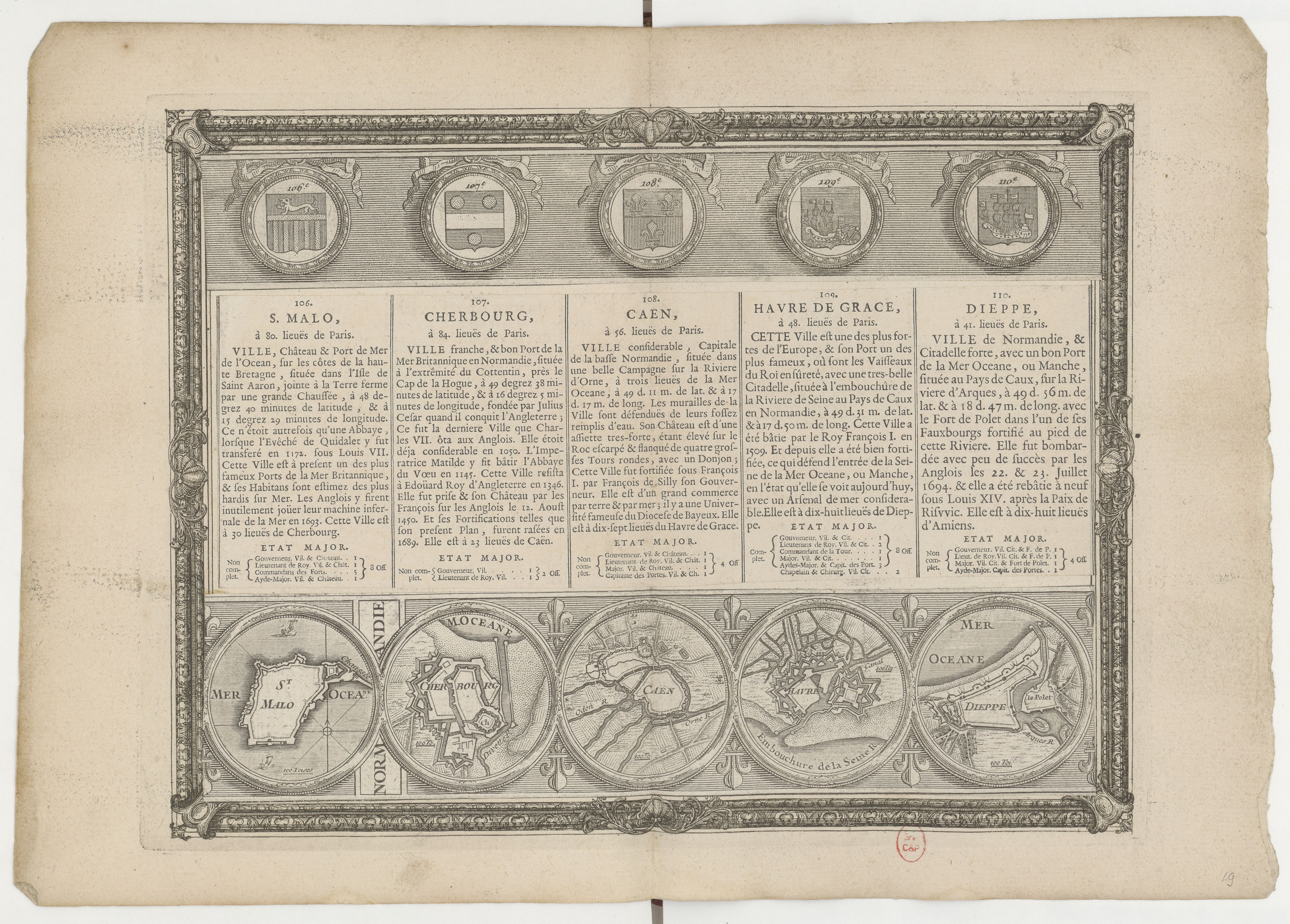
Saint Malo, Cherbourg, Caen, Havre de Grace, Dieppe
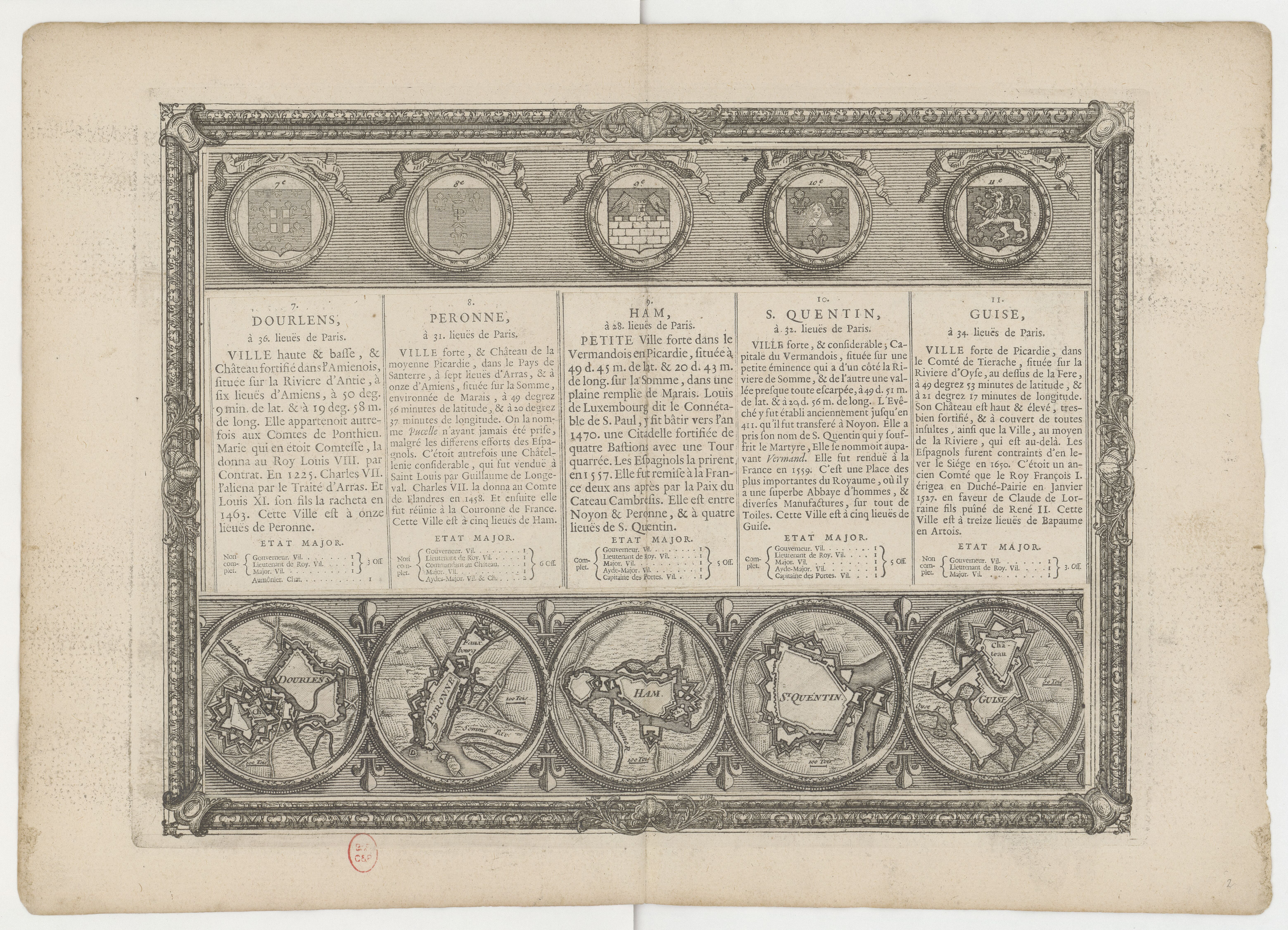
Dourlens, Peronne, Ham, Saint Quentin, Guise
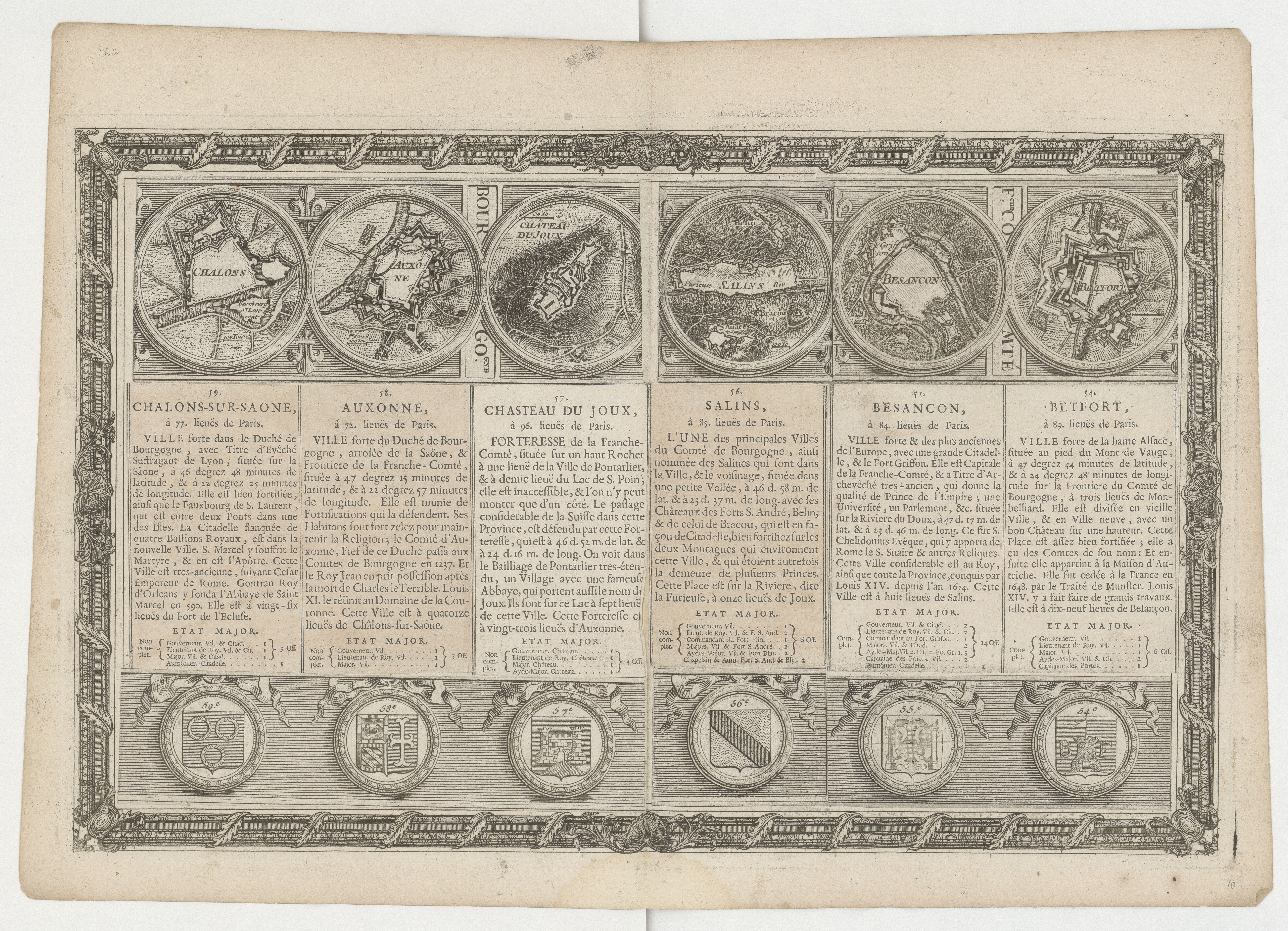
Chalons-sur-Saone, Auxonne, Chasteau du Joux, Salins, Besançon, Belfort
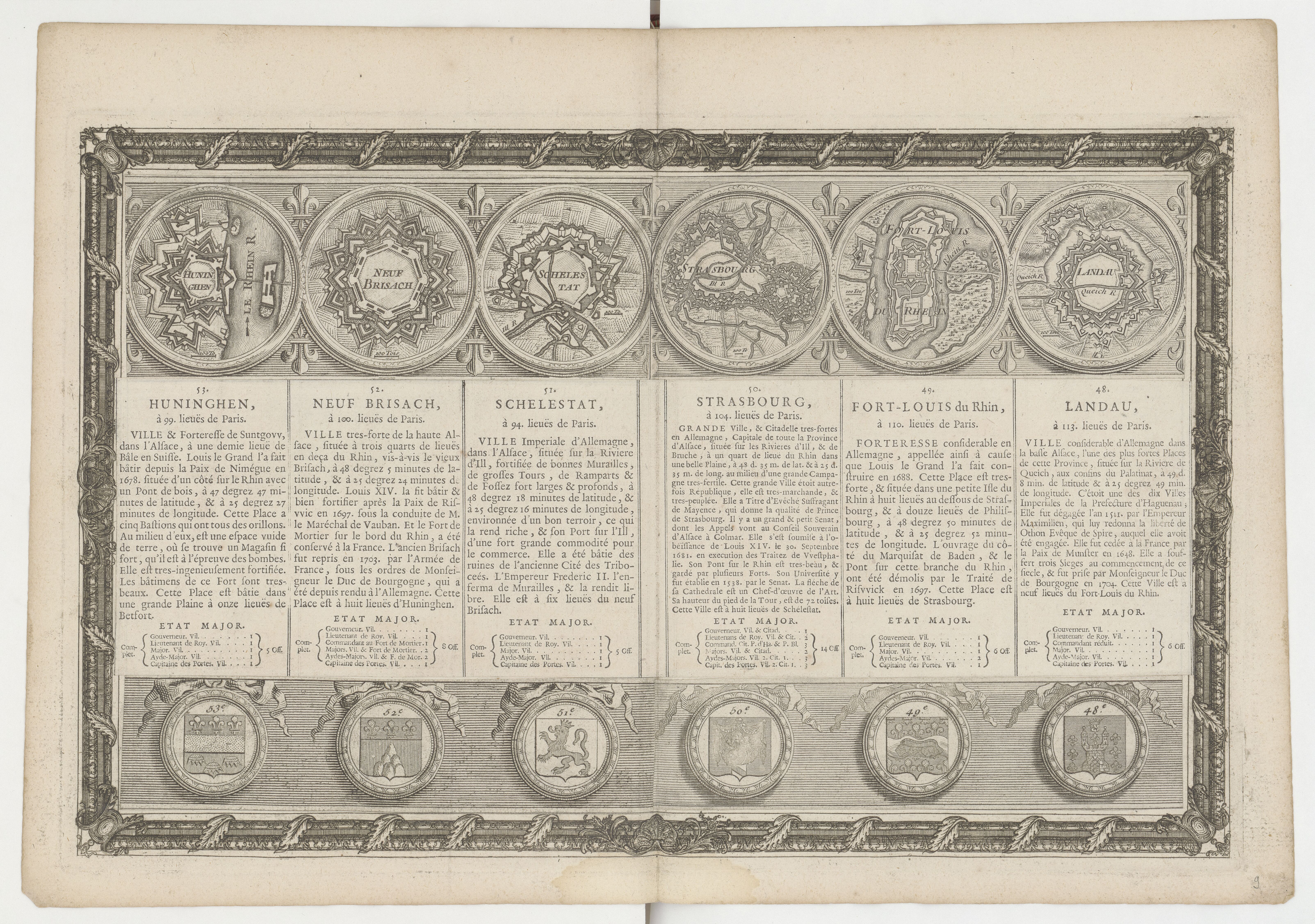
Huninghen, Neuf Brisach, Schelestat, Strasbourg, Fort-Louis du Rhin, Landau

## Bibliographie

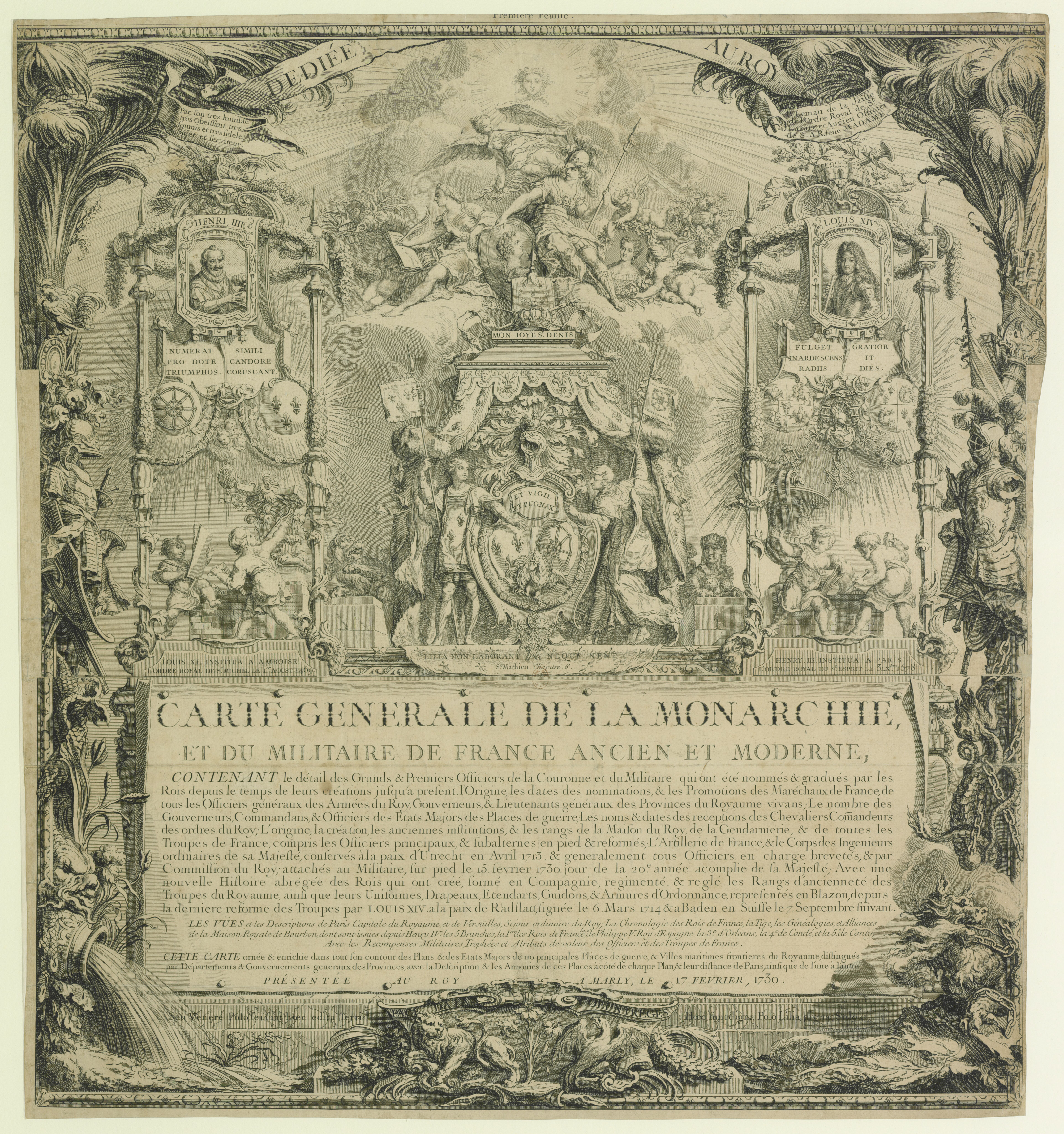
Carte générale de la Monarchie